# Plaški óvára
Plaški óvára (horvátul: Stari grad Plaški) egy várrom Horvátországban, Plaški település határában.

## Fekvése
A falu felett délkeletre emelkedő 634 méteres Gradina nevű magaslaton találhatók maradványai.

## Története
A modrusi Frangepánok itteni castellumát 1481-ben említik először Mátyás király oklevelében, melyben megerősíti Frangepán II. István grófot és fiát Bernardint többek között Plaški várának birtokában. Pontos építési ideje nem ismert, csak feltételezések vannak, hogy a 14. században épült. Amikor 1493-ban e területen haladt át a korbavai síkra igyekvő török sereg Plaški térségét is kifosztották. Ezután a vár alatti térség puszta maradt, csak az ősi Frangepán-várat próbálta a végvidéki katonai hatóság a végek védelmében megtartani. Végvári őrségét 1576-ban 12 gyalogos alkotta. Egy 1577-es összeírás szerint, az Ogulini kapitány parancsnoksága alá tartozott. Miután 1578-ra Szluint a besorozott uszkókok parancsnoksági központjává alakították át, a környékbeli várakkal együtt Plaškit is a szluini kapitány alá rendelték. A 16. és 17. század fordulóján, a határvidéki hatóság vezetése úgy látta, hogy a végvidéki katonaság erejét, a hódoltsági területekről áttelepített vlach és rác elemekkel lehetne növelni, ezért 1609-ben határozatot hozott az elnéptelenedett vidékek betelepítéséről. Az újonnan betelepített vidék biztosítására, gróf Zrínyi Péter ogulini kapitány a már használaton kívüli, nehezen megközelíthető, így nehezen is ellátható és karbantartható Óplaski vára helyett, a végvidéki hatóság pénzsegélyével 1664-ben egy négyzetes tornyot emeltetett a Dretulja és a Vrnjika patak összefolyása fölötti, meredek partfalú löszfennsíkra.

## A vár mai állapota
A vár egy 635 méter magas hegy fennsíkjának az északnyugati sarkában található. A fennsíktól kettős árok választja el, közöttük egy sáncszerű képződménnyel. A külső árok mára szinte teljesen feltöltődött, de a sánc mögötti árok még eléggé mély és széles. A sánc és az árok a belső várat egy nagy félkörben fogja körbe, északtól húzódva kelet felé egészen délig. Nyugaton a hegy meredeksége miatt nem volt szükség árokra. A belsővár maradványai az árkokon belül állnak. A vár magját egy különleges építésű öregtorony alkotta. A tornyot egy téglalap alakú, lekerekített sarkú fal vette körül. A falon belül, az északnyugati sarokban egy kétrészes épület, valószínűleg az egykori palota falai láthatók. A falakkal körülvett öregtoronyból álló belsővárat később átépítették. Ennek során a déli sarkokra egy-egy hengeres tornyot illesztettek, az északi fal közepére pedig egy nagyméretű rondellát építettek. A belső vár nyugati oldalán a várszolgák települése állt, melyet szintén fallal vettek körül és teraszok kialakításával tettek megtelepedésre alkalmassá. Ennek a falnak a déli sarkába egy kisméretű, négyzetes tornyot építettek. Az északi sarokban egy téglalap alaprajzú épület maradványai figyelhetők meg. Sem a vár, sem a város kapujának helye nem ismert.